# Kinuka (periodiskt vattendrag i Burundi, Rutana)
Kinuka är ett periodiskt vattendrag i Burundi.   Det ligger i provinsen Rutana, i den centrala delen av landet, 90 kilometer sydost om huvudstaden Bujumbura.
Omgivningarna runt Kinuka är en mosaik av jordbruksmark och naturlig växtlighet. Runt Kinuka är det ganska tätbefolkat, med 185 invånare per kvadratkilometer.